# Kóbe
Kóbe (japánul 神戸市), régebbi nevén Mukó, milliós nagyváros Japánban. A település jelentős kikötő, emellett a Hjógo prefektúra székhelye is. A Kanszai régióban, Oszakától nyugatra elterülő Kóbe az Oszaka–Kóbe–Kiotó várostömörülés szerves részét képezi. A város Japánban egyike a 20 kijelölt városnak.
Ez a település egyike volt azon városoknak, amelyek elsőként nyitották meg kapuikat a nyugat felé a zártság politikája után. Az 1850-es évektől Kóbe hatalmas kikötővárossá nőtt. Bár az 1995-ös Nagy Hansin földrengés után a város vesztett kikötői jelentőségéből, mára Japán negyedik legnagyobb tengeri forgalmi központja lett.
Gazdaságának alapja a hajógyártás, az acélipar, a műanyaggyártás, a textilipar, a könnyűipar és az élelmiszeripar. Kóbéban számos nagyvállalat székel, mint az ASICS, a Kawasaki és a Kobe Steel, valamint több mint 100 vállalatnak van itt az ázsiai vagy japán központja.

## Története

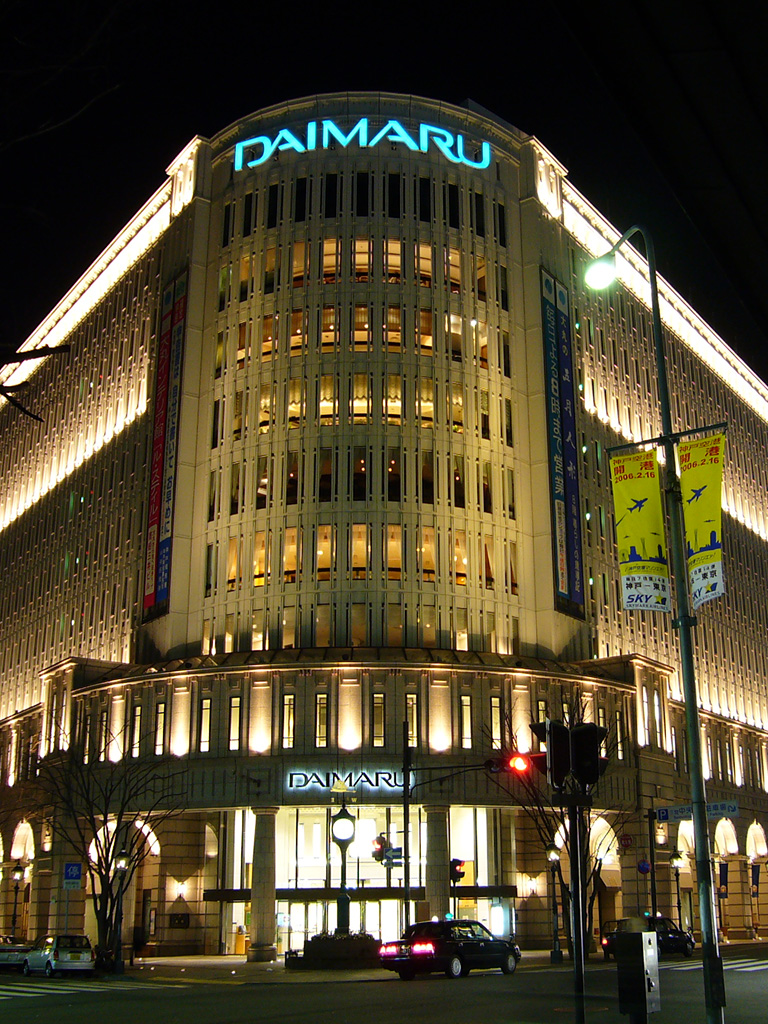
A kóbei Daimaru üzletház épülete

A Kóbe nyugati részében felfedezett, kőből készült használati eszközök azt bizonyítják, hogy a város területe már a Dzsómon-korszakban lakott volt. A kedvező földrajzi tényezők, a természetes kikötő és a jó termőföldek idecsalogatták a telepeseket és lehetővé tették a város gyors fejlődését. A legrégebbi írásos leírás a régióról a Nihonsokiban szerepel. A műben a Dzsingú császárné által 201-ben alapított Ikuta szentélyt mutatják be.
A 4. században ezen a kikötőn át jutott be Japánba a kínai és koreai tudomány és kultúra. A Nara és Heian-korokban a kikötő neve Óvada (大輪田泊) volt. A városban Kína egyik Japánbéli nagykövetsége működött. 1180-ban rövid időre fővárossá vált, amikor Taira no Kijomori Fukuharába, a mai Kóba nyugati területére költöztette. A császár székhelyét öt hónap után Kiotóba helyezte át. 1184-ben a hjógoi Taira erőd és a közeli Ikuta-szentély a Genpei háború alatt a Minamoto és Taira családok közti icsinotani csata szemtanúja lehetett. Az ütközet után a Minamoto család visszaszorította a Tairákat nyugat felé.
A Kamakura-korszakban a kikötő a Kínával és más államokkal való kereskedelem központjává vált. A Kamakura-korban a kikötő a Kínával és más államokkal való kereskedelem központjává vált. A 13. században a város neve Hjógora változott (兵庫津). Ebben az időben Hjógo kikötője Oszakával a Szetcu tartományt alkotta. Később, az Edo-korban, a mai Kóbe keleti kerületei az Amagaszaki birtok, nyugati kerületei az Akasi birtok részévé váltak. A központot a Tokugava-sógunátus birtokolta. A hanrendszer 1871-es eltörlése után megalakult a mai Hjógo prefektúra.
A Hjógo kikötő egyike volt az első kikötőknek, amelyek a Meidzsi reformok után megnyitották kapuikat a nyugat előtt 1868-ban. A nyitás óta számos külföldi talált otthonra a kóbei Kitano kerületben.
Kóbét a mai formájában 1889. április 1-jén alapították és a kormány 1956-ban jelölte ki. A város történelme szorosan összefügg az Ikuta-szentélyével, és a Kóbe név is a szentély támogatóinak ősi nevéből, a kanbe szóból ered.
A második világháború alatt, 1945-ben, Kóbét amerikai B–29-es bombázók bombázták le. A halálos áldozatok száma elérte a 8800 főt és a város 21%-a a földdel vált egyenlővé. Ez az esemény ihlette Noszaka Akijuki regényét, a Szentjánosbogarak sírját és az azonos című filmet.

## Közlekedés
A Szannomija pályaudvar az ingázók fő központja Kóbéban, amely a három legnagyobb városi vasútvonal csomópontja. A JR Kóbe vonal a várost Oszakával és Himedzsivel köti össze, míg a Hankjú Kóbe vonal és a Hansin fővonal az oszakai Umeda pályaudvarra fut. A kóbei metró a Szanjó Sinkanszenre biztosít átszállási lehetőséget a Sin-Kóbe pályaudvaron. A Szanjó elektromos vasút járművei a Szannomija pályaudvarra Himedzsiből a kóbei gyorsvasút vonalain keresztül érkeznek.
A Sintecu vállalat vonatai az északon elhelyezkedő Szandát és Arima Onszent kötik össze a belvárossal. A Hokusin Kjúkó vasút a Sin-Kóbe pályaudvar és a Tanigami állomás között található. További vonatok a Szannomija pályaudvar és a Kóbei repülőtér között, valamint a Szumijosi állomás és a Rokkó-sziget között közlekednek.
Kóbét számos autópálya és gyorsforgalmi út keresztezi. Ilyenek a Meisin autópálya (Nagoja és Kóbe közt), a Hansin autópálya (Oszaka és Kóbe közt), a Szanjó autópálya (Kóbe és Jamagucsi közt) és a Csúgoku autópálya (Oszaka és Jamagucsi közt). A Kóbe-Avadzsi-Naruto autópálya Kóbét és Narutót köti össze az Avadzsi-szigeten keresztül. Ennek az autóútnak részeként épült fel 1998-ban az Akasi Kaikjó híd, a világ leghosszabb függőhídja.
A mesterséges szigeten épült Kóbei repülőtérről és a közeli Itami település mellett fellelhető Oszaka nemzetközi repülőtérről főként belföldi járatok indulnak, míg a Kanszai nemzetközi repülőtér Oszakában a térség nemzetközi légikapuja.

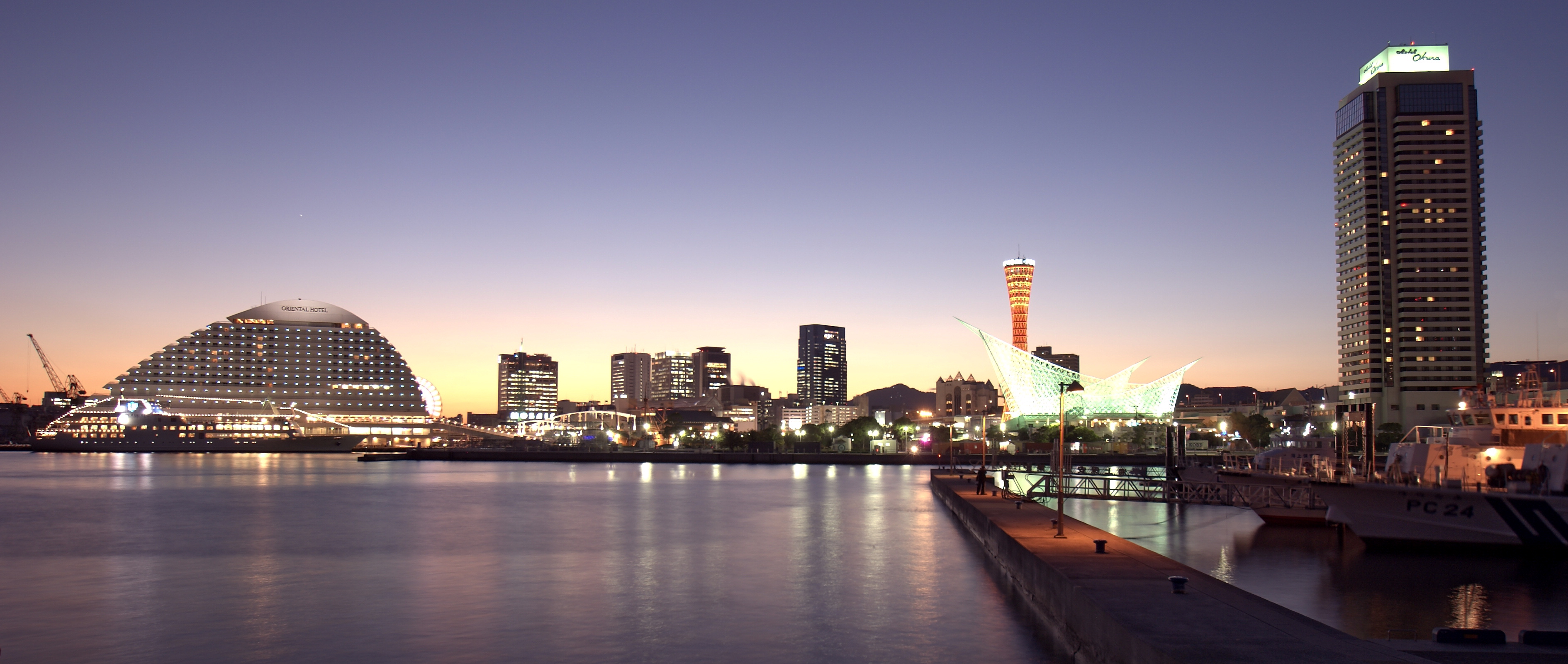
A kikötő
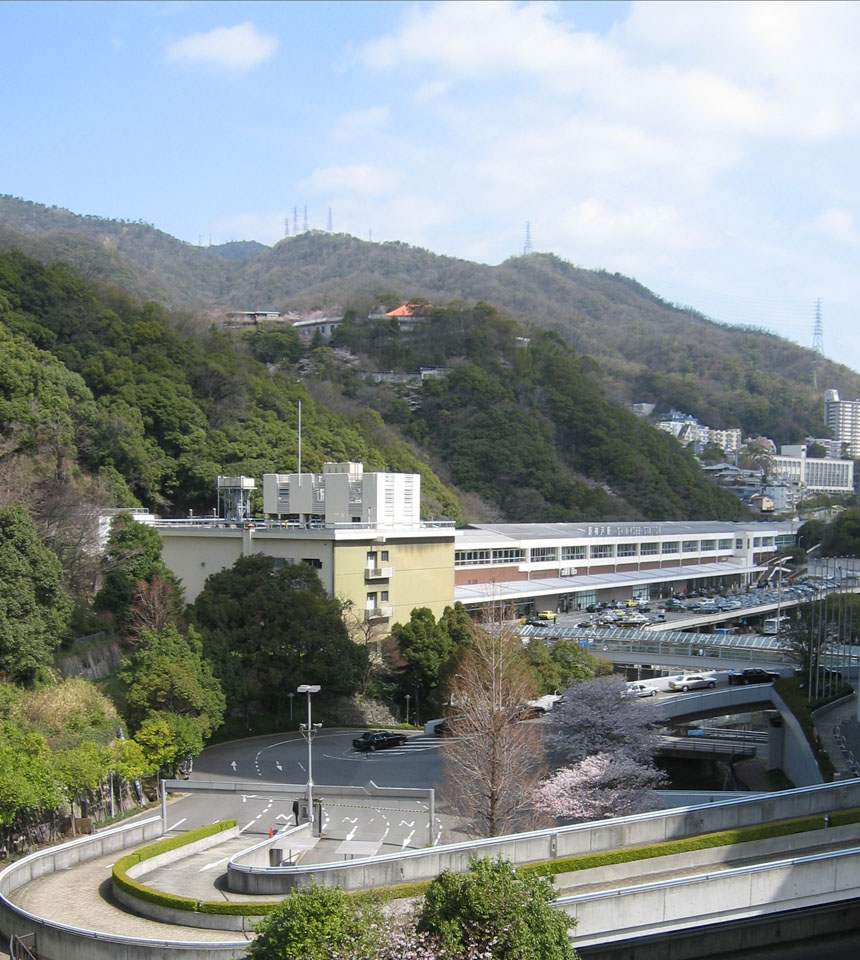
A Sin-Kóbe pályaudvar

## Népesség
2007-ben Kóbe lakossága megközelítőleg 1 530 295 fő volt, miközben a város 658 876 háztartást számlált. Az előző évhez képest a növekedés 0,1%-os volt. Az átlagos népsűrűség 2 768 fő egy négyzetkilométerre. 100 nőre 90,2 férfi jut. A népesség 13%-a 14 év alatti, 67%-a 15 és 64 év közötti és 20%-a 65 éves kor felett van.
Kóbéban 46 149 regisztrált külföldi élt. A három legjelentősebb nemzetiség a koreai (22 431), a kínai (12 680) és a filippínó (1308).
| Lakosok száma | 1 544 200 | 1 537 272 | 1 521 707 |
|               | 2010      | 2015      | 2021      |